# Lov og Retfærdighed
Lov og Retfærdighed (polsk: Prawo i Sprawiedliwość;  udtale ?; PiS) er et polsk nationalkonservativt, kristendemokratisk og højrepopulistisk politisk parti. Partiet er med 198 pladser i Sejmen og med 48 pladser i Senatet pr. oktober 2019 det største politiske parti i det polske parlament. Polens premierminister Mateusz Morawiecki har siden marts 2016 været medlem af partiet. 
Partiet blev stiftet i 2001 af tvillingerne Lech og Jarosław Kaczyński i forbindelse med sammenbruddes af Solidaritets valgalliance ('Akcja Wyborcza Solidarność', AWS). Partiet vandt det polske parlamentsvalg i 2005 og samme år vandt Lech Kaczyński det polske præsidentvalg. Jarosław var Polens premierminister fra 2006 til 2007, hvor partiet tabte parlamentsvalget til Borgerplatformen. Flere ledende medlemmer af partiet, herunder daværende præsident Lech Kaczyński, omkom ved en flyulykke den 10. april 2010.

## Ideologi og politisk profil

### Økonomi
Lov og Retfærdighed ønsker et social sikkerhedsnet, børnepenge til store familier og lavere pensionsalder. Partiet advokere for at skabe en velfærdstat i polsk version, hvilket står i kontrast til Lov og Retfærdigheds rival Borgerplatformen's neoliberalistisk økonomiske sparepolitik. Partiets økonomiske socialpolitik er blevet beskrevet som venstreorienteret og socialkonservativt.
Parties grundlægger Lech Kaczyński, dannede Lov og Retfærdighed efter at være blevet uenig med Solidaritets valgalliances økonomisk kurs, da Solidaritet ønskede at lyn-liberaliser landet med "Chokterapi".

### Social - og værdipolitik
I sociale spørgsmål er partiet stærkt konservativt og traditionalistisk. 
Lov og retfærdighed ønsker at bevæge Polen i en nationalkonservativ og katolsk kurs, hvor man sætter værdier som familie, kirken og patriotisme højt. Partiet er stor modstander af LGBT-samfundet og kalder "LGBT-ideologien" værre end kommunisme. Lov og Retfærdighed har også, siden partiet kom til magten i 2015, indført LGBT-fri zoner, hvor det eksempelvis er forbudt for homoseksuelle at holde i hånd eller kysse offentlig. Partiets tidligere formand Lech Kacyński blev internationalt kritiseret, i sin tid som Warszawas overborgmester, for at forbyde bøsseoptog. Partiet er også imod at homoseksuelle kan blive offentlig ansat, fx som lærer.
Partiet er imod indvandring og vandt valgt i 2015 dels på ikke at ville tage imod nogen flytningen. Lov og Retfærdighed er også modstander af et fælles EU-asylpolitik. Lov og Retfærdighed er blevet beskrevet som ærkekonservativt, nationalistisk, højrepopulistisk, katolsk, EU-skeptisk og positiv overfor det ultra-religiøse højre. Partiet støtter også et næsten total forbud mod abort og ønsker at stamme Polens abortlovgivning, som allerede en af de strengeste i Europa. 

## Valg og opbakning
Partiet er indgået i en koalition sammen med Det forenede Polen, Aftale, Republikansk parti, Frihed og Solidaritet og Polens Folkeparti "Piast" ved navn Forenede Højre. 
Lov og Retfærdighed står stærkest i det sydelig og det østlig Polen, og særligt i landområderne. 

### Parlamentsvalg
Sejm
| Valg | Leader                                                                                      | Stemmer   | Procent   | Mandater  | +/–        | Regering    |
| ---- | ------------------------------------------------------------------------------------------- | --------- | --------- | --------- | ---------- | ----------- |
| 2001 | Lech Kaczyński                                                                              | 1,236,787 | 9.5 (#4)  | 44 / 460  |            | opposition  |
| 2001 | Lech Kaczyński                                                                              | 1,236,787 | 9.5 (#4)  | 44 / 460  | opposition |             |
| 2005 | Jarosław Kaczyński                                                                          | 3,185,714 | 27.0 (#1) | 155 / 460 | +111       | PiS–SRP–LPR |
| 2007 | Jarosław Kaczyński                                                                          | 5,183,477 | 32.1 (#2) | 166 / 460 | +11        | opposition  |
| 2011 | Jarosław Kaczyński                                                                          | 4,295,016 | 29.9 (#2) | 157 / 460 | -9         | opposition  |
| 2015 | Jarosław Kaczyński                                                                          | 5,711,687 | 37.6 (#1) | 217 / 460 | +60        | PiS         |
| 2015 | Lov og Retfærdighed i koalition med partier fra Det Forenede Polen, som vandt 235 mandater. |           |           |           |            |             |
| 2019 | Jarosław Kaczyński                                                                          | 8,051,935 | 43.6 (#1) | 199 / 460 | -18        | PiS         |
| 2019 | Koalitionen Det Forenede Polen vand 235 mandater.                                           |           |           |           |            |             |